# Sandwich à la crème glacée
Le sandwich à la crème glacée est un dessert composé de crème glacée placée entre deux biscuits. Il a été inventé aux États-Unis aux alentours de 1900.
Il est appelé Ice cream sandwich dans les pays anglophones, où il est très populaire.

## Variétés régionales

### Allemagne
En Allemagne, les sandwichs à la crème glacée sont constitués de deux gaufres et d'un trio de glaces appelé « Fürst-Pückler-Eis » et connu ailleurs sous le nom de tranche napolitaine. Ce trio de glaces est basé sur une recette créée en 1839 par le cuisinier du prince Hermann von Pückler-Muskau.

### Australie

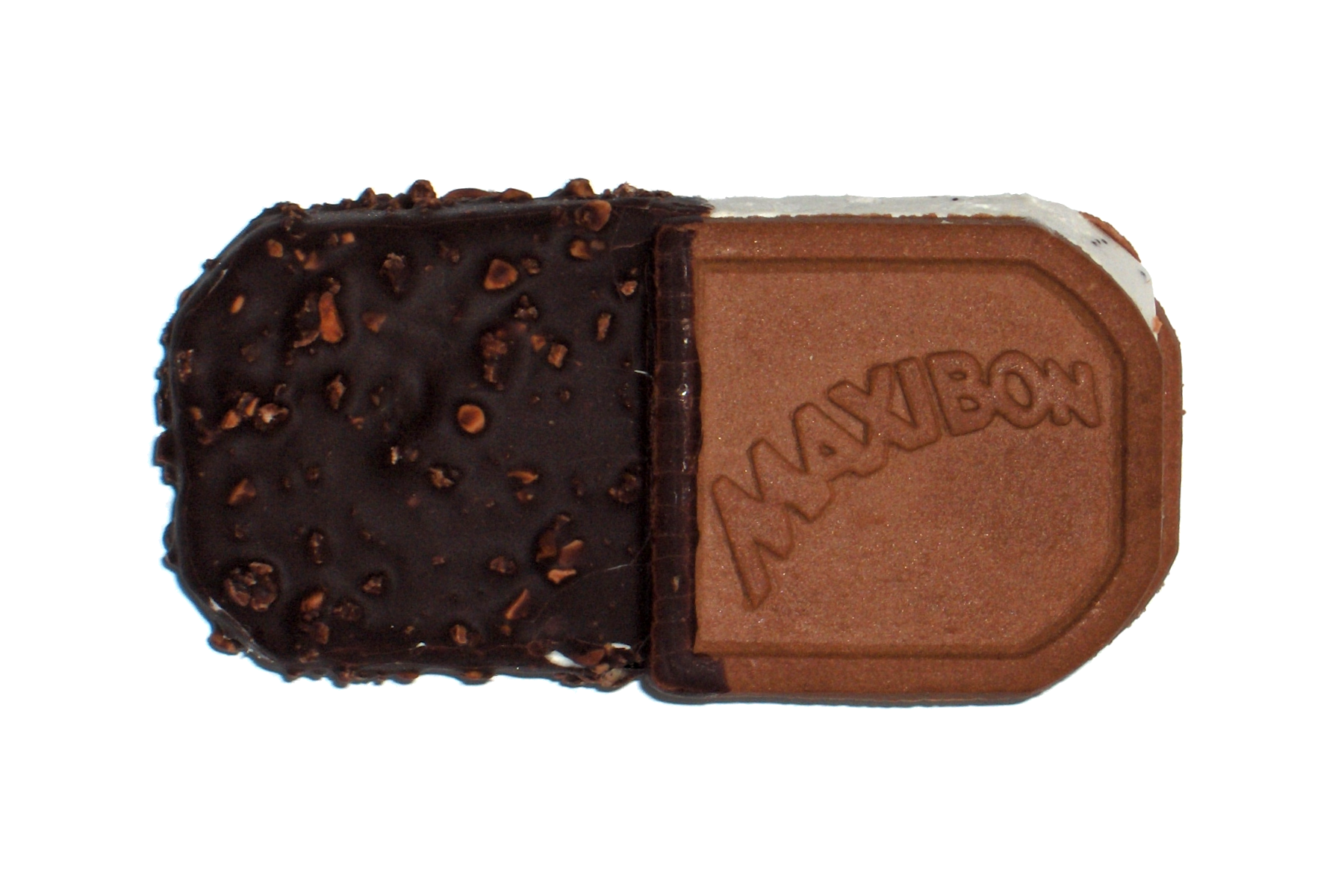
Un sandwich glacé Maxibon.

Les marques populaires dans l'Est de l'Australie sont Giant Sandwich (emballage bleu et rose) et Monaco Bar (papier métallisé noir et or). Il y a aussi Cookie de Streets, Maxibon (en) (avec une moitié couverte de chocolat) et Maxibon Cookie, plus Pat and Stick's Homemade Range (reconnaissable à sa forme ronde). Les marques Indulge et Feast sont aussi devenues populaires.

### États-Unis

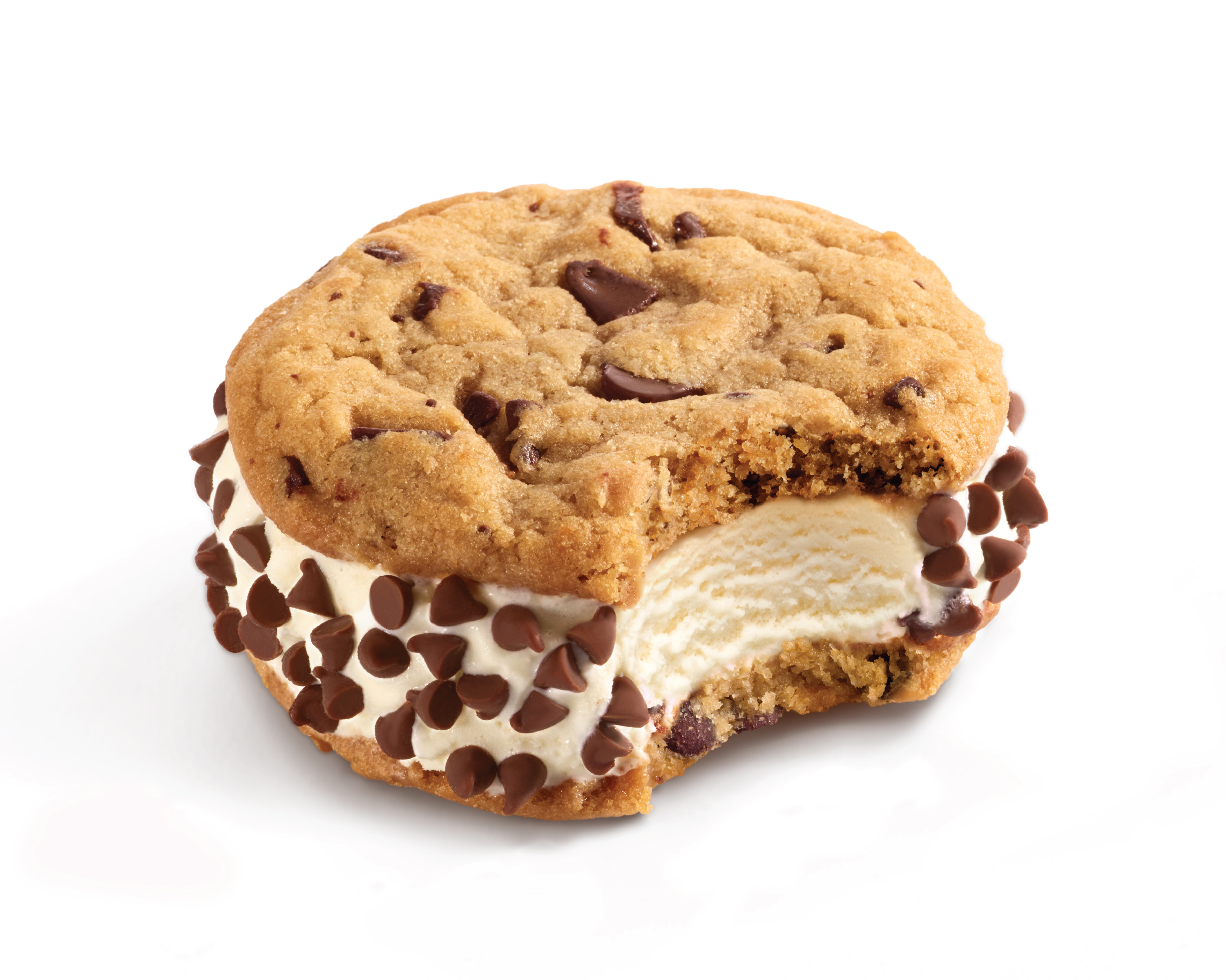
Un chipwich.

La première mention de sandwichs glacés en Amérique du Nord date de 1899. On vendait dans les rues de New York des morceaux de crème glacée entre des feuilles de papier sous le nom « hokey pokeys », lorsque quelqu'un eut l'idée d'utiliser des biscuits à la place. Une photo du front de mer d'Atlantic City prise vers 1905 montre des sandwichs glacés vendus 1 ¢ chacun. Le premier brevet déposé aux États-Unis au sujet de sandwichs glacés (no 1 387 613) concerne une machine pour les fabriquer en 1921.
Le chipwich (en), une variante où la glace (habituellement à la vanille) est prise entre deux biscuits aux pépites de chocolat, est aussi populaire.

### Iran

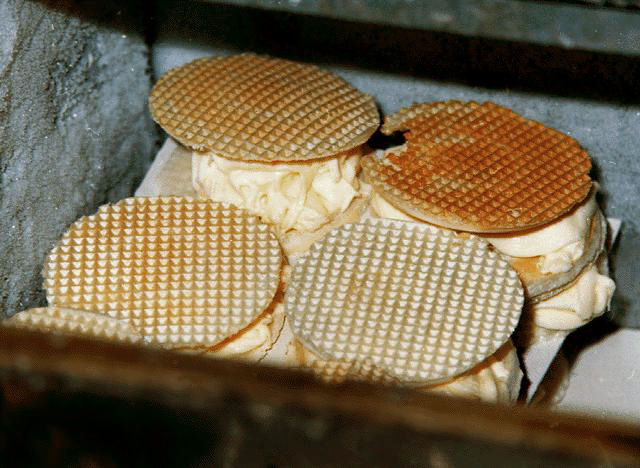
Sandwichs glacés iraniens classiques.

Le sandwich glacé iranien typique est nommé « bastani naani » (بستنی نانی), ce qui signifie « glace au pain » ; il est constitué de crème glacée traditionnelle (bastani) entre deux gaufres.

### Israël
In Israël, les sandwichs glacés sont connus sous le nom de « kasata » (קסטה). Bien que ce nom dérive de l'italien « cassata », ce dessert a peu à voir avec la cassata italienne : il est habituellement constitué de deux biscuits épais maintenant un bloc de crème glacée à la vanille et au chocolat.

### Singapour

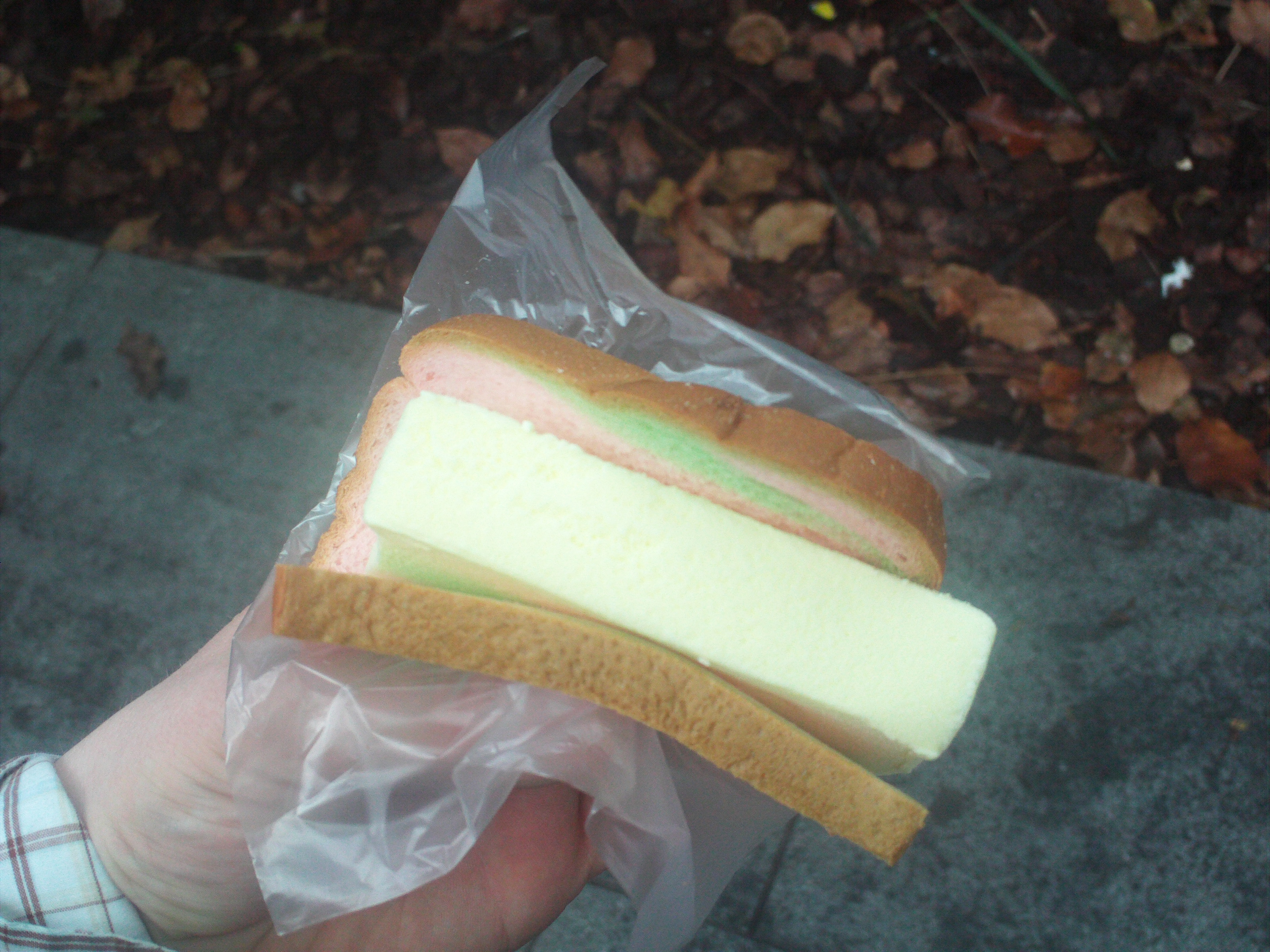
Un sandwich à la crème glacée (au durian) vendu à Singapour.

Les gaufres à la crème glacée sont populaires à Singapour. C'est un des types de glaces « potong » (coupées), ainsi nommées parce que leurs portions sont coupées dans une grande barre glacée. Elles sont habituellement formées de deux gaufres encadrant un bloc rectangulaire de crème glacée. Il s'agit d'une évolution du bâtonnet glacé, auquel les consommateurs reprochaient de fondre trop vite. Les gaufres ont été introduites pour mieux maintenir la glace. Elles sont vendues dans Orchard Road, à Chinatown et à la sortie des écoles.
Les parfums les plus courants sont peppermint, chocolate chip, durian, haricot rouge, igname, maïs doux, honeydew et chocolat.
Les vendeurs de sandwichs glacés proposent aussi les mêmes blocs de glace dans des tranches de pain colorées, dans des cônes ou dans des coupes. Leurs chariots sont aussi disponibles pour les mariages ou des occasions diverses.

### Uruguay

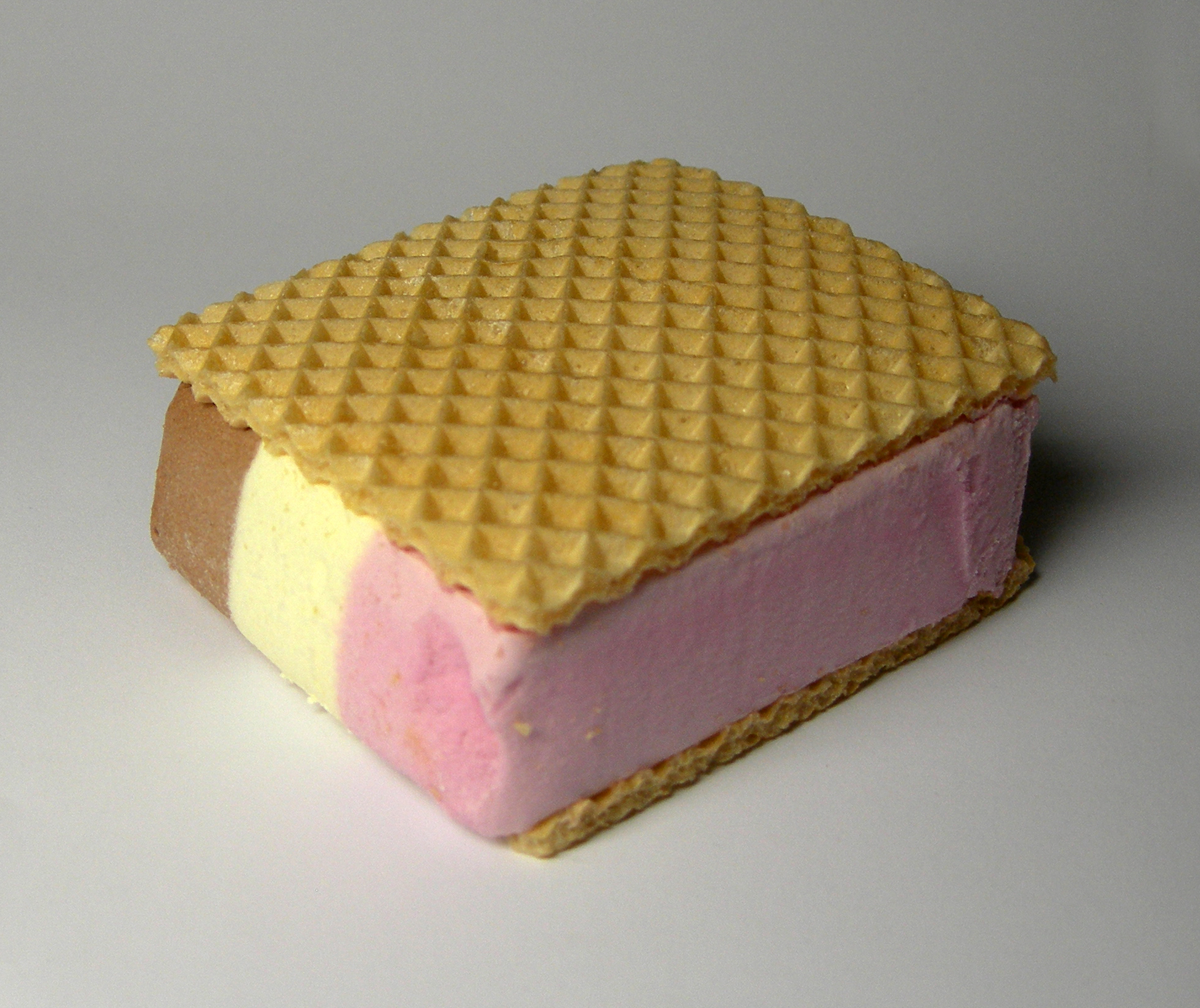
Une tranche napolitaine entre deux gaufrettes.

En Uruguay, le sandwich glacé (sánguche helado), ou sandwich triple (sánguche triple) est typiquement une tranche napolitaine (helado triple) entre deux gaufres.

### Viêt Nam
Au Viêt Nam, on vend couramment dans la rue un sandwich glacé appelé « bánh mì kẹp kem ». Il est constitué de boules de glaces dans un  bánh mì, et agrémenté de morceaux de cacahuètes écrasées.